# Кутузов Іван Іванович
Іван Іванович Кутузов (28 травня 1885, село Новосілки Гжатського повіту Смоленської губернії, тепер Смоленської області, Російська Федерація — розстріляний 16 серпня 1937, місто Москва, тепер Російська Федерація) — радянський державний, партійний і профспілковий діяч, голова ЦК Всеросійської спілки текстильників. Член ЦК РКП(б) з березня 1921 по березень 1922 року. Кандидат у члени Організаційного бюро ЦК РКП(б) з 28 травня 1921 по 27 березня 1922 року. Кандидат у члени президії ВЦВК у 1919—1920 роках, член президії ВЦВК у 1920—1925 роках. Кандидат у члени президії ЦВК СРСР у 1924—1927 роках.

## Життєпис
Народився 16 (28) травня 1885 року в селянській родині. Батько працював чорноробом. У 1898 році закінчив два класи сільської школи в Гжатському повіті Смоленської губернії.
З лютого 1899 по лютий 1901 року працював у Москві хлопчиком галантерейного магазину, з лютого 1901 по січень 1902 року — хлопчиком ковбасного магазину. З січня 1902 по травень 1903 року розносив газети в Москві. У червні 1903 — грудні 1904 року — розсильний паперового магазину та палітурної майстерні в Москві. У грудні 1904 — жовтні 1905 року — пакувальник книжкового магазину Путілова в Москві. З жовтня 1905 по січень 1906 року — робітник та повар нелегальної їдальні в Москві. З лютого по травень 1906 року працював у господарстві матері в рідному селі Новосілки.
У травні 1906 — вересні 1908 року — робітник трикотажної фабрики Кирилова в Москві.
У революційному русі брав участь із 1906 року. Один із організаторів профспілки мануфактуристів Москви. У 1908 році був заарештований, незабаром звільнений. З вересня по грудень 1908 року — безробітний в Москві.
У грудні 1908 — червні 1910 року — робітник-фарбувальник текстильної фабрики Діслен у Москві. У червні 1910 — березні 1917 року — робітник-фарбувальник текстильної фабрики Хіщина у Москві.
Член РСДРП(б) з березня 1917 року.
У 1917 році обраний членом Московської ради. З березня 1917 по березень 1918 року був головою Московської обласної спілки мануфактуристів (текстильників), членом Бюро Всеросійської спілки текстильників.
У березні 1918—1920 роках — голова ЦК спілки текстильників. З 1920 по 1921 рік належав до «робітничої опозиції». Працював у ВЦВК і в Організаційному бюро ЦК РКП(б).
У жовтні 1922 — травні 1926 року — голова ЦК Всеросійської спілки текстильників, член президії ВЦСПС.
У 1927—1937 роках — у Президії ЦВК СРСР: з 1929 по 1936 рік — голова комісії Президії ВЦВК із надання громадянства РРФСР і позбавлення його, з травня 1930 по грудень 1936 року був головою Центральної комісії сприяння державному кредиту та ощадній справі при Президії ВЦВК. Також працював у Комісії з боротьби з дитячою злочинністю та в Бюджетній комісії. З 1936 по 24 червня 1937 року — голова Нагородної комісії Президії ВЦВК.
24 червня 1937 року заарештований органами НКВС, 16 серпня 1937 року засуджений до страти, розстріляний того ж дня.
Посмертно реабілітований 31 грудня 1955 року. У січні 1956 посмертно відновлений і членах КПРС.

## Праці
- У країні «його величності»: Листи та нотатки про Англію російського робітника дипломата. М.: ЦК Союзу текстильників, 1924.
- Як повинні працювати комісії сприяння кредиту та ощадній справі. М.: Держфіндат СРСР, 1931.
- Червона книга ударників фінансового фронту. М.: Власть советов, 1932.
- Реалізація позики — бойове завдання комсодів. М.: Власть труда, 1932.
- Як мають працювати комісії сприяння кредиту та ощадній справі. М.: Власть советов, 1933.
- Комсоди у боротьбі за зразкову ощадну касу. М.: Власть советов, 1933.
- Преміювання найкращих ударників фінансового фронту. М.: Власть советов, 1933.
- Робота громадського інструктора з держкредиту та ощадної справи. М.: Власть советов, 1933.
- Жінки у боротьбі за позику та залучення вкладів у ощадкаси. М.: Власть советов, 1934.
- Завдання сільських комсодів та ощадкас. М.: Власть советов, 1934.
- Комсоди — на обслуговування позикоутримувачів та вкладників. М.: Держфіндат, 1934.
- Пам'ятка члена комсоду та громадського інструктора. М.: Власть советов, 1934.
- За реалізацію позики третього року другої п'ятирічки. М.: Власть советов, 1935.
- За зміцнення фінансової бази соціалізму: Збірник законодавчих та інструктивних матеріалів щодо роботи комісій сприяння держкредиту та ощадній справі. М.: Власть советов, 1935.
- Комсоди та ощадкаси у боротьбі за зміцнення фінансової бази соціалістичного будівництва. М.: Власть советов, 1935.
- Комсоди — організатори колективного страхування життя трудящих. М.: Власть советов, 1935.
- Організація обліку, розгляду скарг та клопотань осіб, позбавлених виборчих прав. М.: Власть советов, 1935.
- Чергові завдання комсодів: Пам'ятка для комсодів. М.: Власть советов, 1935.
- Пам'ятка комсодам з колективного страхування життя трудящих (До конкурсу комсодів і страх. апарату) / Під ред. І. І. Кутузова. М.: Власть советов, 1935.
- Робота громадського інструктора з держкредиту та ощадної справи. Горький: Філія Горкполіграфа, 1935.
- Комсоди та завдання добровільного колективного страхування життя трудящих. М.: Власть советов, 1936.
- Нова позика та завдання комсодів. М.: Власть советов, 1936.
- Організація роботи комсодів. М.: Власть советов, 1936.
- Організація роботи комсодів. Міллерово: Більшовицький шлях, 1936.